# Turi Vasile
Turi Vasile (* 22. März 1922 in Messina; † 1. September 2009 in Rom) war ein italienischer Filmproduzent, Drehbuchautor und Filmregisseur.

## Leben
Vasile begann als Autor und Theaterregisseur in den 1940er Jahren. Ab 1950 arbeitete er vor allem als Produzent und Autor für das Kino. Zwischen 1956 und 1960 führte er Regie bei sieben Filmen. Die bekanntesten sind Maurizio (I colpevoli) von 1957 und Gambe d’oro von 1958.
Als Produzent hat er mit den bedeutendsten italienischen Regisseuren zusammengearbeitet. Unter anderem mit Michelangelo Antonioni, Federico Fellini, Enrico Maria Salerno und Franco Brusati.
In den 1990er Jahren arbeitete er vor allem als Produzent für das Fernsehen. Zudem schrieb er mehrere literarische Werke und bekam dafür einige Preise. Außerdem war er Präsident des l’Istituto Nazionale per il Dramma Antico.

## Filmografie (Auswahl)

### Regie
- 1957: Maurizio (I colpevoli)
- 1958: Gambe d’oro

### Drehbuch
- 1952: Die von der „Liebe“ leben (I Il mondo le condanna)
- 1952: Kinder unserer Zeit (I vinti)
- 1952: Andere Zeiten (I Altri tempi)

### Literarische Vorlage
- 1952: Der Kaplan von San Lorenzo

### Produktion
- 1966: Siebzehn Jahr, blondes Haar
- 1966: Unser Boß ist eine Dame (Operazione San Gennaro)
- 1968: Der Bastard (I bastardi)
- 1968: Die Abenteuer des Kardinal Braun (Operazione San Pietro)
- 1970: I tulipani di Haarlem
- 1970: Anonimo veneziano
- 1974: Brot und Schokolade (Pane e cioccolata)
- 1974: Die Reise nach Palermo (Il viaggio)
- 1978: Gretchko